# Theodor Lepner
Theodor Lepner (* um 1633  in Mühlhausen, Kreis Preußisch Eylau; † 7. November 1691 in Budwethen) war ein Forscher der Kultur in Preußisch-Litauen und evangelisch-lutherischer Pfarrer.

## Biografie
Theodor Lepner war ein Sohn von Hiob Lepner und Elisabeth, Witwe des Dionysius Wolder. Sein Vater wirkte als Pfarrer in Mühlhausen und ab 1635 als Erzpriester in Ragnit.
Lepner wuchs in Ragnit auf. Er studierte unter anderem an der Königsberger Universität und bezeichnete sich 1665 als stud. theol. et. phil. Seit 1665 war er litauisch-deutscher Pfarrer im neu gegründeten Pfarramt Budwethen (bei Ragnit).
Er war 1668 mit Gertrud, Tochter des Pfarrers Christoph Schröder, verheiratet.

## Werk

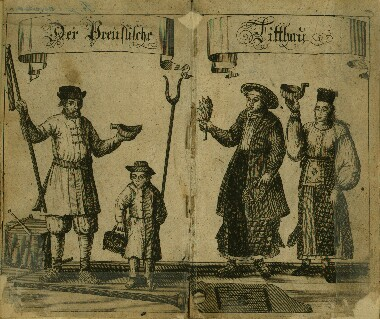
Illustration aus Der Preusche Littauer

Lepner verfasste das Buch Der Preusche Littauer (herausgegeben 1744, 2. Auflage 1848). Dies ist eine der ersten ethnographischen Studien über die Litauer des 17. Jahrhunderts in Preußen, die von einem Zeitgenossen geschrieben wurde. Das Buch besteht aus 15 Abteilungen, in denen Sprache, Kleidung, Speise und Trank, Musik, Hochzeit, Glaube, Wohnung, Gebäude, Ackerbau, Beerdigung u. a. beschrieben werden. Es wurde auch ein kurzes litauisches Wörterbuch angefügt, die Geschichte des litauischen Schrifttums und die wichtigeren litauischen Bücher werden besprochen.

## Publikationen
- Der Preusche Littauer oder Vorstellung der Nahmens-Herleitung, Kind-Tauffen, Hochzeit, Leibes und Gemüths-Beschaffenheit, Kleidung, Wohnung, Nahrung und Acker-Bau, Speise und Tranck, Sprachen, Gottes-Dienst, Begräbnisse und andere dergleichen Sachen der Littauer in Preussen kürtzlich zusammen getragen / von Theodoro Lepner [...] 1690, Danzig: bey Joh. Heinrich Rüdigern, 1744 (https://elibrary.mab.lt/handle/1/310).
- Der Preusche Littauer oder Vorstellung der Nahmens-Herleitung, Kind-Tauffen, Hochzeit, Leibes und Gemüths-Beschaffenheit, Kleidung, Wohnung, Nahrung und Acker-Bau, Speise und Tranck, Sprachen, Gottes-Dienst, Begräbnisse und andere dergleichen Sachen der Littauer in Preussen kürtzlich zusammen getragen / von Theodoro Lepner [...] 1690, Tilsit: J. Reylaender 1848.
- Teodoras Lepneris, Prūsų lietuvis, parengė Vilija Gerulaitienė, Vilnius: Lietuvos istorijos instituto leidykla, 2011.